# Finales de la BAA de 1949
Las Finales de la BAA de 1949 fueron las series definitivas de los playoffs de 1949 y suponían la conclusión de la temporada 1948-49 de la BAA, que el año siguiente se convertiría en la NBA. Enfrentaron a Minneapolis Lakers ante los Washington Capitols, con la ventaja de campo favorable a los primeros. En las series actuó un futuro miembro del Basketball Hall of Fame en el equipo de los Lakers, George Mikan, y otro en el banquillo de los Capitols, el entrenador Red Auerbach.

## Resumen
| Partido | Fecha       | Equipo local | Resultado | Equipo visitante |
| ------- | ----------- | ------------ | --------- | ---------------- |
| 1       | 4 de abril  | Minneapolis  | 88–84     | Washington       |
| 2       | 6 de abril  | Minneapolis  | 76–62     | Washington       |
| 3       | 8 de abril  | Washington   | 74–94     | Minneapolis      |
| 4       | 9 de abril  | Washington   | 83–71     | Minneapolis      |
| 5       | 11 de abril | Washington   | 74–66     | Minneapolis      |
| 6       | 13 de abril | Minneapolis  | 77–56     | Washington       |

Lakers gana las series 4–2

## Resumen de los partidos
| 4 de abril                         | Washington Capitols                   | 84–88       | Minneapolis Lakers           |                                                                                         |  |  |
|                                    | Parciales: 13–23, 27–25, 21–19, 23–21 |             |                              |                                                                                         |  |  |
|                                    | Estadísticas Fred Scolari 20          | Reporte Pts | Estadísticas George Mikan 42 | Pabellón: Minneapolis Auditorium, Minneapolis, Minnesota Asistencia: 8,210 espectadores |  |  |
| Minneapolis lidera las series, 1–0 |                                       |             |                              |                                                                                         |  |  |
|                                    |                                       |             |                              |                                                                                         |  |  |

| 6 de abril                         | Washington Capitols                   | 62–76       | Minneapolis Lakers          | |  |  |
|                                    | Parciales: 13–20, 19–27, 13–11, 17–18 |             |                             | |  |  |
|                                    | Estadísticas Sonny Hertzberg 13       | Reporte Pts | Estadísticas Don Carlson 16 | Pabellón: Minneapolis Auditorium, Minneapolis, Minnesota Asistencia: 10,212 espectadores Árbitros: Pat Kennedy, Phil Fox |  |  |
| Minneapolis lidera las series, 2–0 |                                       |             |                             | |  |  |
|                                    |                                       |             |                             | |  |  |

| 8 de abril                         | Minneapolis Lakers                    | 94–74       | Washington Capitols                |                                                                        |  |  |
|                                    | Parciales: 26–14, 17–15, 28–24, 23–21 |             |                                    |                                                                        |  |  |
|                                    | Estadísticas George Mikan 35          | Reporte Pts | Estadísticas Nichols, Zunic 12 c/u | Pabellón: Uline Arena, Washington D. C. Asistencia: 4,919 espectadores |  |  |
| Minneapolis lidera las series, 3–0 |                                       |             |                                    |                                                                        |  |  |
|                                    |                                       |             |                                    |                                                                        |  |  |

| 9 de abril                         | Minneapolis Lakers                    | 71–83       | Washington Capitols          |                                                                        |  |  |
|                                    | Parciales: 23–22, 12–23, 16–20, 20–18 |             |                              |                                                                        |  |  |
|                                    | Estadísticas George Mikan 27          | Reporte Pts | Estadísticas Jack Nichols 27 | Pabellón: Uline Arena, Washington D. C. Asistencia: 4,471 espectadores |  |  |
| Minneapolis lidera las series, 3–1 |                                       |             |                              |                                                                        |  |  |
|                                    |                                       |             |                              |                                                                        |  |  |

| 11 de abril                        | Minneapolis Lakers                    | 65–74       | Washington Capitols                  |                                                                        |  |  |
|                                    | Parciales: 12–22, 18–19, 22–15, 13–18 |             |                                      |                                                                        |  |  |
|                                    | Estadísticas George Mikan 22          | Reporte Pts | Estadísticas Hermsen, Nichols 13 c/u | Pabellón: Uline Arena, Washington D. C. Asistencia: 3,840 espectadores |  |  |
| Minneapolis lidera las series, 3–2 |                                       |             |                                      |                                                                        |  |  |
|                                    |                                       |             |                                      |                                                                        |  |  |

| 13 de abril                      | Washington Capitols                   | 56–77       | Minneapolis Lakers           |                                                                                      |  |  |
|                                  | Parciales: 12–19, 12–21, 17–22, 15–15 |             |                              |                                                                                      |  |  |
|                                  | Estadísticas Kleggie Hermsen 12       | Reporte Pts | Estadísticas George Mikan 29 | Pabellón: St. Paul Auditorium, Saint Paul, Minnesota Asistencia: 10,482 espectadores |  |  |
| Minneapolis gana las series, 4–2 |                                       |             |                              |                                                                                      |  |  |
|                                  |                                       |             |                              |                                                                                      |  |  |

Los Capitols, entranados por Red Auerbach, se presentaron en las finales con uno de sus jugadores más importantes, Bob Feerick, lesionado en una rodilla, y otro, Fred Scolari, recién salido de otra lesión. En el primer partido, celebrado el 4 de abril en el Minneapolis Auditorium, el juego de los Lakers se basó en su principal estrella, George Mikan, que anotó 42 puntos bajo los tableros, pero, a pesar de ello, a falta de poco más de un minuto para el final el marcador reflejaba un empate a 84. Dos tiros libres anotados por Don Carlson rompieron el empate, acabando el encuentro con la victoria de los locales por 88–84.
En el segundo partido, disputado dos días más tarde, Auerbach planteó una férrea defensa sobre Mikan, saliéndole bien la estrategia, ya que ese sólo anotó 10 puntos. Pero los Lakers demostraron que no eran un equipo de un único jugador, con Carlson y Herm Schaefer que anotaron 16 y 13 puntos respectivamente, para dejar el marcador definitivo en 76–62.
Las series se trasladaron al Uline Arena de Washington, un pequeño estadio con una capacidad para 4.000 espectadores. Mikan volvió a ser el jugador dominante, anotando 35 puntos y llevando a su equipo a una cómoda victoria por 94–74. En el cuarto partido, Mikan volvió a ser el máximo anotador, aunque esta vez los Capitols se impusieron 83–71, lesionándose Mikan en su muñeca tras ser golpeado por Kleggy Hermsen y acabando en la primera fila de espectadores.
Mikan apareció en el quinto partido con la muñeca vendada, pero a pesar de esto anotó 22 puntos, que no fueron suficientes para ganar el partido, cayendo derrotados los Lakers por 74–66. Las series regresaron a Minneapolis, pero debido a un conflicto de fechas, su pabellón no estaba disponible al celebrarse en el mismo otro acontecimiento deportivo, por lo que el sexto partido se tuvo que disputar en la ciudad hermana de St. Paul. Este último partido no tuvo historia, con una fácil victoria de los Lakers por 75–56. Mikan acumuló en 10 partidos de playoffs la sorprendente cifra de 303 puntos.